# Pinta (caravela)
A Pinta foi uma das caravelas que integrou a expedição do Almirante Cristóvão Colombo na viagem em que, navegando para oeste pelo Oceano Atlântico, veio a descobrir o continente americano em 1492.

## História
De acordo com a tradição em vigor na Espanha, à época, as embarcações eram baptizadas com o nome de santos da Igreja Católica e, normalmente, recebiam também apelidos. Desconhece-se, entretanto, o nome católico da embarcação.
Armada pela família Pínzon, era de propriedade de Martín Alonso Pinzón (que a comandava) e de Cristóbal Quintero, este último acusado de sabotagem da embarcação ainda na Espanha, uma vez que esta fazia água e que por duas vezes viu o seu leme quebrado após a partida de Palos de la Frontera. Necessitou, por essa razão, de reparos, providenciados em escala nas ilhas Canárias.
Era a melhor e mais rápida embarcação da expedição: foi a bordo dela que, a 12 de outubro de 1492, Rodrigo de Triana primeiro avistou o Novo Mundo. Tinha 20 metros de comprimento por sete metros de largura e a capacidade aproximada de 60 toneladas. Era tripulada por vinte e seis homens.

## Descobrimento da América
A 1 de Março de 1493, a caravela La Pinta ("Pinta" em Português) comandada por Martín Alonso Pinzón, atracou no porto de Baiona (Espanha) com a notícia do descobrimento da América por Cristóvão Colombo.